# UFC 163
UFC 163: Aldo vs. Korean Zombie（ユーエフシー・ワンシックスティスリー：アルド・バーサス・コリアン・ゾンビ）は、アメリカ合衆国の総合格闘技団体「UFC」の大会の一つ。2013年8月3日、ブラジル・リオデジャネイロ州リオデジャネイロのHSBCアリーナで開催された。

## 大会概要
本大会ではジョゼ・アルドとジョン・チャンソンによるUFC世界フェザー級タイトルマッチが組まれた。

### カード変更
負傷などによるカードの変更は以下の通り。
- ロバート・ドリスデール → フランシマール・バローソ（第2試合）

- フィル・ハリス → ジョゼ・マリア（第8試合）

- クリント・ヘスター → チアゴ・サントス（第10試合）

- アンソニー・ペティス → ジョン・チャンソン（第12試合）

- ジョシュ・コスチェック vs. デミアン・マイア → コスチェックの負傷により中止

## 試合結果

### アーリープレリム
第1試合 ウェルター級ワンマッチ 5分3R
○  ヴィスカルジ・アンドレイジ vs.  ブリストル・マルンデ ×
1R 1:36 TKO（スタンドパンチ連打）
第2試合 ライトヘビー級ワンマッチ 5分3R
○  フランシマール・バローソ vs.  エドゥナルド・オリヴェイラ ×
3R終了 判定3-0（30-27、30-27、29-28）
第3試合 フェザー級ワンマッチ 5分3R
○  ハニ・ヤヒーラ vs.  ジョシュ・クロプトン ×
3R終了 判定3-0（29-28、29-28、29-28）

### プレリミナリーカード
第4試合 フライ級ワンマッチ 5分3R
○  イアン・マッコール vs.  イリアルデ・サントス ×
3R終了 判定3-0（30-27、30-27、29-28）
第5試合 ウェルター級ワンマッチ 5分3R
○  セルジオ・モラエス vs.  ニール・マグニー ×
1R 3:13 三角絞め
第6試合 女子バンタム級ワンマッチ 5分3R
○  アマンダ・ヌネス vs.  シーラ・ガフ ×
1R 2:08 TKO（グラウンドの肘打ち）
第7試合 ライトヘビー級ワンマッチ 5分3R
○  アンソニー・ペロシュ vs.  ヴィニシウス・マガリャエス ×
1R 0:14 KO（右ストレート→パウンド）

### メインカード
第8試合 58.5kg契約ワンマッチ 5分3R
○  ジョン・リネカー vs.  ジョゼ・マリア ×
2R 1:03 TKO（左ボディブロー→パウンド）
※リネカーの体重超過によりフライ級から変更。
第9試合 ミドル級ワンマッチ 5分3R
○  ターレス・レイチ vs.  トム・ワトソン ×
3R終了 判定3-0（30-27、30-27、30-27）
第10試合 ミドル級ワンマッチ 5分3R
○  セザール・フェレイラ vs.  チアゴ・サントス ×
1R 0:47 ギロチンチョーク
第11試合 ライトヘビー級ワンマッチ 5分3R
○  フィル・デイヴィス vs.  リョート・マチダ ×
3R終了 判定3-0（29-28、29-28、29-28）
第12試合 UFC世界フェザー級タイトルマッチ 5分5R
○  ジョゼ・アルド vs.  ジョン・チャンソン ×
4R 2:00 TKO（パウンド）
※アルドが5度目の防衛に成功。

### 各賞
ファイト・オブ・ザ・ナイト： イアン・マッコール vs. イリアルデ・サントス
ノックアウト・オブ・ザ・ナイト： アンソニー・ペロシュ
サブミッション・オブ・ザ・ナイト： セルジオ・モラエス
各選手にはボーナスとして5万ドルが支給された。